# 다이치호키
다이치호키 주식회사(第一法規 株式会社, DAI‐ICHI HOKI CO.,LTD.)는 도쿄도 미나토구에 본사를 둔 출판사이다.
1903년 창업하여, 1937년 2월 3일에 다이치호키 출판사를 설립했다. 2003년, 다이치호키(第一法規)로 회사명을 변경했다. 창업자는 전 중의원 의원인 다나카야 스케(田中弥助)이다.
관공서 관련 출판물이 많아 법무, 행정, 복지 등의 출판물 외에 교육, 환경 문제 등의 서적도 발간하고 있다. 간행물로 가장 알려진 것은 가감식 서적(加除式書籍)의 법규서 현행 법규 총람이다.

## 사업 내용
- 가감식 법규 책의 출판, 판매
- 학술서, 실무서의 출판, 판매
- 전문 잡지의 출판, 판매
- 디지털 상품의 기획, 판매
- 특별 주문 간행물 등의 편집, 인쇄
- 지방자치단체의 지역 시책에 관한 조사 사업